# Paulstown
Paulstown est un village en Irlande, situé dans le comté de Kilkenny.